# Кастеларано
Кастелара̀но (на италиански: Castellarano, на местен диалект Castlarân, Кастъларан) е град и община в северна Италия, провинция Реджо Емилия, регион Емилия-Романя. Разположен е на 149 m надморска височина. Населението на общината е 15 268 души (към 2013 г.).